# Jonas Davidsson
Jonas Davidsson, właśc. Jan Jonas Daniel Davidsson (ur. 7 sierpnia 1984 w Motali) – szwedzki żużlowiec, syn Jana Davidssona i brat Daniela Davidssona – również żużlowców.
Trzykrotny srebrny medalista indywidualnych mistrzostw Szwecji (2007, 2008, 2013). Czterokrotny brązowy medalista drużynowego Pucharu Świata (2008, 2009, 2010, 2011). Srebrny medalista drużynowych mistrzostw świata juniorów (2005).
Od 2007 do 2009 był reprezentantem Polonii Bydgoszcz. Na sezon 2010 przeniósł się do Częstochowy. W roku 2011 jest zawodnikiem zielonogórskiego Falubazu, z którym wywalczył mistrzostwo kraju. Od roku 2014 jest zawodnikiem Carbon Start Gniezno.
Pod koniec 2020 r. ogłosił zakończenie czynnej kariery żużlowej.

## Starty w Grand Prix
| Sezon | Numer  | 1   | 2   | 3     | 4   | 5   | 6   | 7      | 8   | 9   | 10  | 11  | Msc. | Pkt. |
| ----- | ------ | --- | --- | ----- | --- | --- | --- | ------ | --- | --- | --- | --- | ---- | ---- |
| 2005  | 16     | EUR | SWE | SVN   | GBR | DNK | CZE | SCA 4  | POL | ITA |     |     | 24   | 4    |
| 2006  | 17, 18 | SVN | EUR | SWE 0 | GBR | DNK | ITA | SCA ns | CZE | LVA | POL |     | 30   | 0    |
| 2007  | 17     | ITA | EUR | SWE 5 | DNK | GBR | CZE | SCA ns | LVA | POL | SVN | DEU | 23   | 5    |
| 2008  | 16, 17 | SVN | EUR | SWE 7 | DNK | GBR | CZE | SCA ns | LVA | POL | ITA | DEU | 21   | 7    |

| Statystyki        | Statystyki |
| ----------------- | ---------- |
| Starty            | 7          |
| Zwycięstwa        | 0          |
| Miejsca na podium | 0          |
| Finalista         | 0          |
| Punkty            | 16         |

## Osiągnięcia
Finał IMŚJ 2003 - IX miejsce